# Carlos Prats
Carlos José Santiago Prats González (Talcahuano, Chile; 2 de febrero de 1915-Buenos Aires, Argentina; 30 de septiembre de 1974) fue un militar chileno, comandante en jefe del Ejército de Chile, cargo que asumió tras el atentado que costara la vida a su antecesor y amigo, el general René Schneider. Nombrado por el presidente Eduardo Frei Montalva, fue ratificado en el cargo por el presidente Salvador Allende, en cuyo gobierno se desempeñó como ministro del Interior, de Defensa Nacional y vicepresidente de la República.
Fue asesinado junto a su esposa Sofía Cuthbert en un atentado perpetrado en Buenos Aires, Argentina, el 30 de septiembre de 1974.

## Biografía
Hijo de Carlos Prats Risopatrón e Hilda González Suárez, fue el mayor de cuatro hermanos. Con 16 años ingresa al Ejército, llegando a convertirse en el mejor alumno de su promoción en la Escuela Militar, distinción entregada por el presidente Arturo Alessandri Palma.
Oficial de Artillería desde 1934, destinado al Regimiento de Artillería a Caballo n.º 3 General Velásquez.
El 5 de septiembre de 1938 durante la Matanza del Seguro Obrero, Prats se movilizó con el Regimiento Matura hacia el centro, donde uno de los sublevados arrojó desde una ventana una máquina de escribir que pasó cerca de él, destrozándose contra el pavimento con tal estrépito que su yegua se encabritó y rodaron juntos al suelo.
En Iquique contrajo matrimonio con Sofía Ester Cuthbert Chiarleoni el 19 de enero de 1944. De su matrimonio nacieron tres hijas: Sofía Ester (que ha sido embajadora de Chile en Grecia), María Angélica e Hilda Cecilia.
En 1947, cumplió el curso regular para oficiales para el Estado Mayor en la Academia de Guerra, ocupando el primer lugar de su promoción. Realizó el Curso de Estado Mayor en 1954 en el Ejército de los Estados Unidos. Luego de comandar el regimiento el n.º 3 "Chorrillos" y el n.º 1 "Tacna", es enviado como agregado militar en Argentina (1964-1966). Realizó una maestría en Ciencias Políticas, con mención en Relaciones Internacionales de la Pontificia Universidad Católica de Chile y en Ciencias Militares, con mención en Planificación y Gestión Estratégica. Doctor en Ciencias Políticas y Sociología, con mención en Relaciones Internacionales por la Universidad Complutense de Madrid. Escribió diversos trabajos relacionados con temas estratégicos, materias de simulación computacional, y sistema de mando y control, que fueron publicados en revistas especializadas nacionales y extranjeras.
Ascendido a general de Brigada en 1968, pasa a general de División producto del Tacnazo. Su amigo de toda la vida René Schneider, asciende por el mismo incidente a comandante en jefe del Ejército. Poseen estos dos hombres muchas cosas en común, además del hecho de ser militares: afición a la pintura, a la lectura, los dos son hombres de familia, ambos católicos y se consideraban a sí mismos apolíticos. Ambos creían que las armas que el pueblo le entrega al Ejército para defender la soberanía nacional no podían ser utilizadas para cambiar la voluntad popular expresada en las urnas.
Por esos mismos motivos Prats sufrió un golpe devastador al enterarse del atentado contra Schneider, el 22 de octubre de 1970, como resultado de una acción para impedir la elección de Salvador Allende en el Congreso Pleno. Agonizante durante tres días, Schneider murió el 25 de octubre y, en su reemplazo, el presidente Eduardo Frei Montalva nombró a Prats el 27 de octubre.

### Antecedentes militares
- 1931: cadete de la Escuela Militar
- 1933: alférez
- 1934: subteniente
- 1938: teniente
- 1944: capitán
- 1952: mayor
- 1958: teniente coronel
- 1963: coronel
- 1968: general de brigada
- 1969: general de división
- 1970: comandante en jefe del ejército

### Comandante en jefe del Ejército de Chile

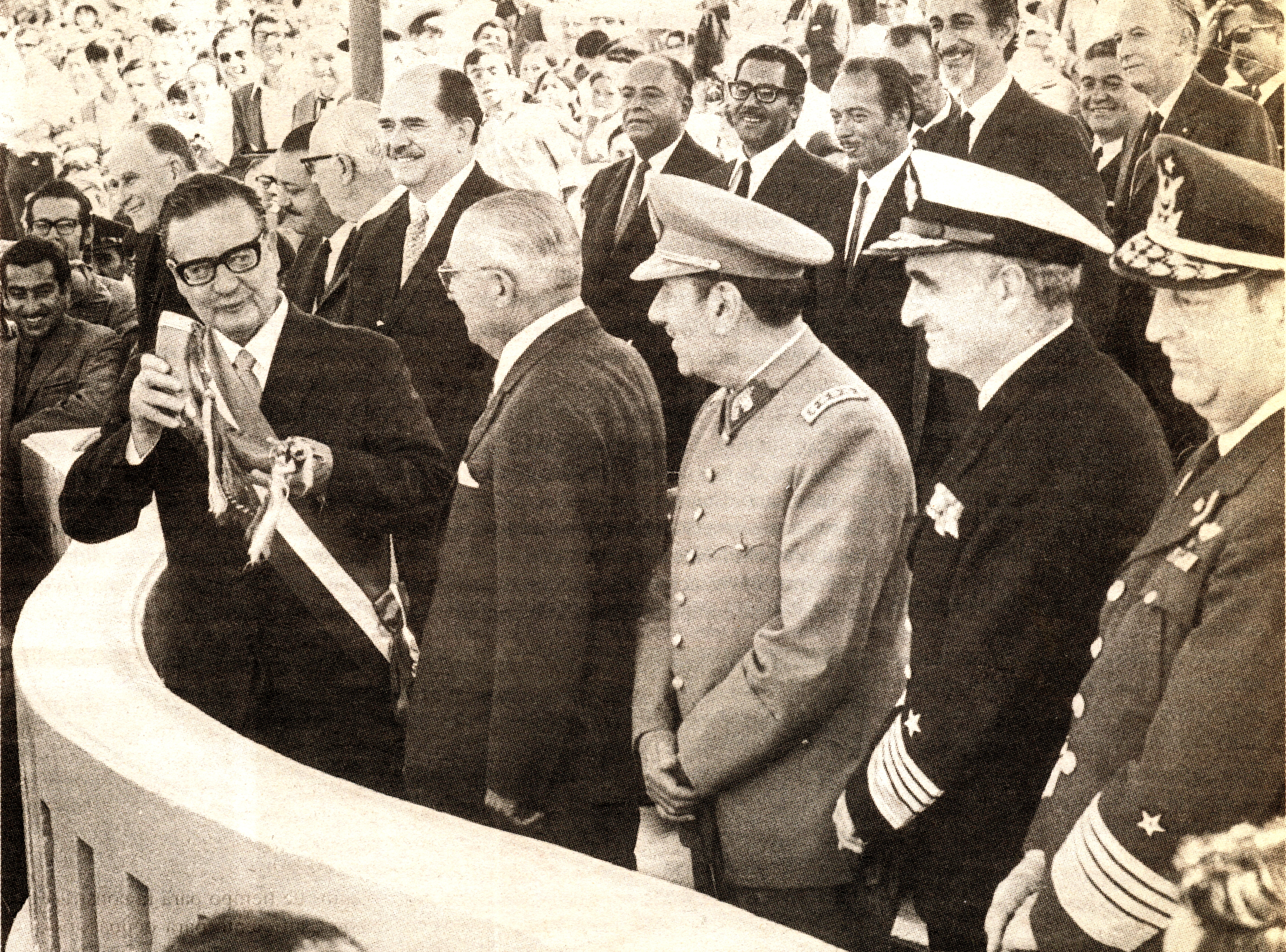
Salvador Allende junto a Carlos Prats, el almirante Raúl Montero C. y el general César Ruiz D., comandantes en jefe de las fuerzas armadas durante la Parada Militar. Atrás el cardenal Raúl Silva Henríquez, el presidente del Senado Tomás Pablo y el ministro de la Defensa José Tohá.

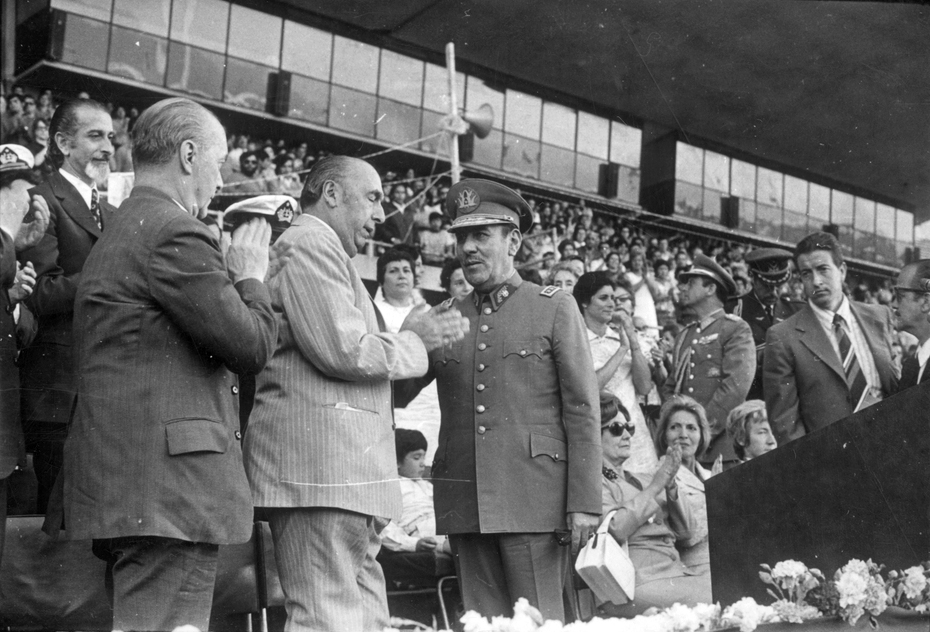
Carlos Prats como vicepresidente de Chile, saluda a Pablo Neruda durante la ceremonia en homenaje al poeta hecha en el Estadio Nacional (1972).

Allende confirmó a Prats al mando del Ejército el 6 de noviembre de 1970. Prats mantuvo, como lo había hecho Schneider, su compromiso con la institucionalidad de las fuerzas armadas, que debían obediencia estricta a la Constitución y las leyes. El Ejército lo apoyó al principio, no tenía grandes resistencias a Allende y el asesinato de Schneider le impactó. Pero esta situación cambiaría, acorde se iba agudizando la polarización de la sociedad chilena.
Prats logró que se respetara la independencia de la institución, al hacer que Allende desistiera de llamar a retiro a militares que eran personas no gratas a la Unidad Popular. Consiguió también el cumplimiento de acuerdos profesionales firmados por Frei, como el aumento de equipos bélicos.
Pero la relación profesional se va tornando en una relación de amistad:

Aprendí a apreciarlo como ser humano, de gran confianza en sí mismo, hasta orgulloso si se quiere, sensible a las franquezas del interlocutor, socarrón frente a los asentidores y sin acopio de odios, ni hacia sus más enconados enemigos políticos... su vitalidad de trabajo era extraordinaria, y sabía alternar con filosofía los largos momentos tensos y amargos con el breve placer mundano de la charla insustancial.
Carlos Prats acerca de Allende.

Entre 1971 y 1972 se centra en una intensa actividad profesional para, entre otros, colocar al Ejército en idénticas condiciones de remuneraciones con los demás institutos armados, y modernizar el Ejército. Impulsa la Ley n.º 17.708 de Control de Armas y Explosivos del 21 de octubre de 1971 y propone al Gobierno (con gran crítica de la oposición) un proyecto de ley que otorga derecho a voto a los suboficiales de las Fuerzas Armadas, que fue aprobado en 1972.
Prats fue impulsor de la reforma que modificaba el artículo 22 de la Constitución vigente en ese momento, estableciéndose que las Fuerzas Armadas son «profesionales, disciplinadas, jerarquizadas, obedientes y no deliberantes» por medio de la Ley n.º 17.398, del 9 de enero de 1971.
En octubre de 1972, se produce un paro general de camioneros y luego de varios esfuerzos inútiles por detenerlo, Allende llama a las fuerzas armadas a integrar el Gabinete de Paz Social el 2 de noviembre de 1972. Prats, como comandante en jefe del Ejército, es nombrado ministro del Interior; el contralmirante Ismael Huerta, de Obras Públicas; y el general de Brigada Claudio Sepúlveda, de Minería. Se puede decir que cumplió bien con el cometido inmediato, el fin del paro y el descenso de la violencia. Pero esta no desaparecería, y cada día que pasaba volvía a tomar sus ímpetus anteriores.
Durante una gira de Allende al exterior, Prats asume la vicepresidencia del país el 29 de noviembre de 1972. En este cargo, realiza una celebración a Pablo Neruda por la obtención del Premio Nobel de Literatura.
Prats y los ministros militares permanecen en el gabinete hasta marzo de 1973, para garantizar la realización de elecciones parlamentarias en la forma que la Constitución establecía. El 27 de marzo, se lleva a cabo el cambio de gabinete en donde los ministros militares regresan a sus funciones profesionales.

### Incidente con Alejandrina Cox
El 27 de junio de 1973, aproximadamente a las 15:00, el general Prats era conducido por su chófer a su oficina. La hostilidad de la gente era tal que, al ser reconocido, Prats fue insultado por muchos de los automovilistas que circulaban junto a su vehículo. Al detenerse en una intersección de Las Condes, un pequeño coche Renault rojo se colocó al lado del general y, dentro del mismo, dos personas (dos hombres, según el general) comenzaron a reírse, burlándose de él y haciendo gestos obscenos. Entonces Prats abrió la ventanilla lateral y, apuntando con su revólver al automóvil rojo, ordenó al conductor que se detuviera, pero este no obedeció, por lo que Prats disparó al Renault en su guardabarros delantero izquierdo.
Ambos vehículos se detuvieron de inmediato y los conductores salieron. En aquel momento, el general descubrió que el otro conductor era una mujer, Alejandrina Cox Palma; su pelo corto le hizo confundirla con un hombre. Cuando Prats intentaba disculparse, una muchedumbre comenzó a congregarse a su alrededor, insultándole y acusándolo de intentar matar a la mujer. Su automóvil fue bloqueado, siendo rayado con grafitis y sus neumáticos desinflados. Un taxista presente en el lugar de los hechos le dijo a Prats: «¡General, lo van a linchar. Déjeme sacarlo de aquí!», rescatándolo de la turba.
Durante la tarde, Carlos Prats fue a La Moneda y presentó su renuncia al presidente Allende, quien la rechazó y logró convencerlo de que se mantuviera en su cargo. Sin embargo, la noticia del incidente se publicó en las primeras páginas de todos los periódicos y la oposición le acusó de cobardía y argumentó que una persona que dispara contra una mujer desarmada es mentalmente incapaz de comandar el ejército. La prensa oficialista le defendió señalando que le habían provocado y que podría haberse tratado de un intento de atentar contra su vida. El Ejército también lo apoyó.

### El Tanquetazo
El 29 de junio de 1973, el Regimiento Blindado n.º 2 de Santiago, bajo el mando del teniente coronel Roberto Souper, protagonizó una intentona golpista, conocida como el Tanquetazo. La sublevación fue sofocada con éxito por el mismo general Prats, junto a fuerzas leales al Gobierno.

### Prats renuncia

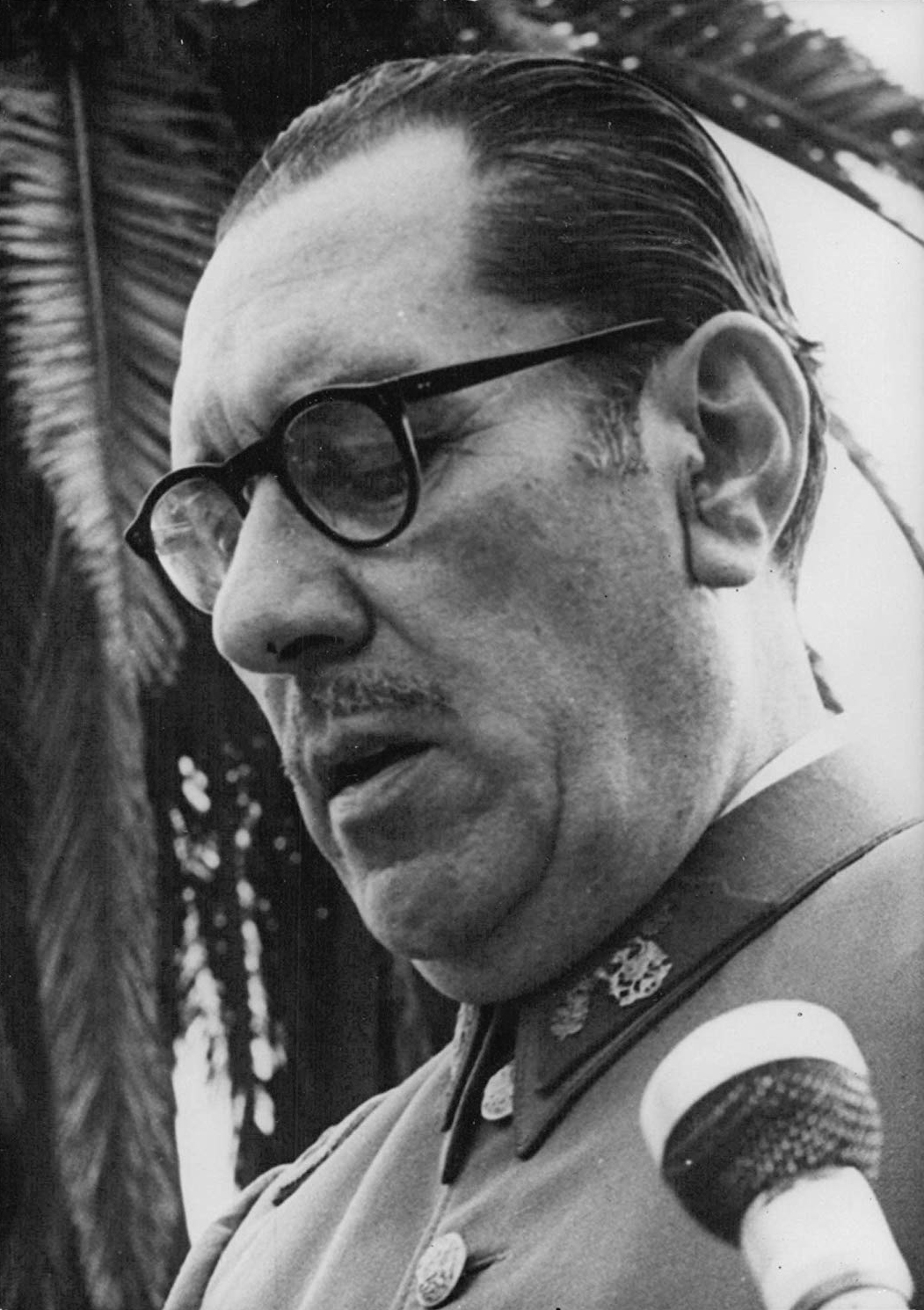
Carlos Prats.

Allende llama nuevamente a los uniformados a integrar el llamado Gabinete de Seguridad Nacional y Prats asume el Ministerio de Defensa el 9 de agosto de 1973. Los militares golpistas están enfurecidos por la vuelta de Prats al Gobierno.
El 21 de agosto, cuando el general, agripado, descansa en su casa, se produce una manifestación de esposas de generales frente a esta que protestan por la actuación de Prats en el Gobierno; al mitin se suman oficiales de civil y uno uniformado. Llegan a dar su apoyo tanto los ministros de Allende como Augusto Pinochet, considerado el «segundo» de Prats, pero todos son abucheados. A raíz de este hecho, Prats solicita a sus generales que confirmen públicamente su lealtad hacia él, a lo que la mayoría se niega.
Ante estos hechos, el 23 de agosto de 1973 Prats renuncia a la comandancia en jefe y a su cargo de ministro de Defensa. En su carta de dimisión señala:

Al apreciar en estos últimos días que quienes me denigraban habían logrado perturbar el criterio de un sector de la oficialidad del Ejército, he estimado un deber de soldado de sólidos principios no constituirme en factor de quiebre de la disciplina institucional y de dislocación del Estado de Derecho, ni servir de pretexto a quienes buscan el derrocamiento del Gobierno institucional.

Prats recomienda a Allende que designe a Pinochet para sucederle en el cargo, dado que este tenía una larga hoja de servicios como soldado profesional y que era apolítico. Mario Sepúlveda y Guillermo Pickering, dos generales leales a Prats, renuncian también en gesto de solidaridad.
Después del golpe de Estado encabezado por Pinochet el 11 de septiembre, Prats, advertido de que grupos descontrolados le buscaban para asesinarlo, huyó a Argentina la madrugada del 15 de septiembre.
Las últimas palabras escritas en Chile son las de una carta a Pinochet, en la que señala:

El futuro dirá quién estuvo equivocado. Si lo que Uds. hicieron trae el bienestar general del país y el pueblo realmente siente que se impone una verdadera justicia social, me alegraré de haberme equivocado yo, al buscar con tanto afán una salida política que evitara el golpe.

-  Wikisource contiene una copia de la Carlos Prats.

### Atentado y asesinato

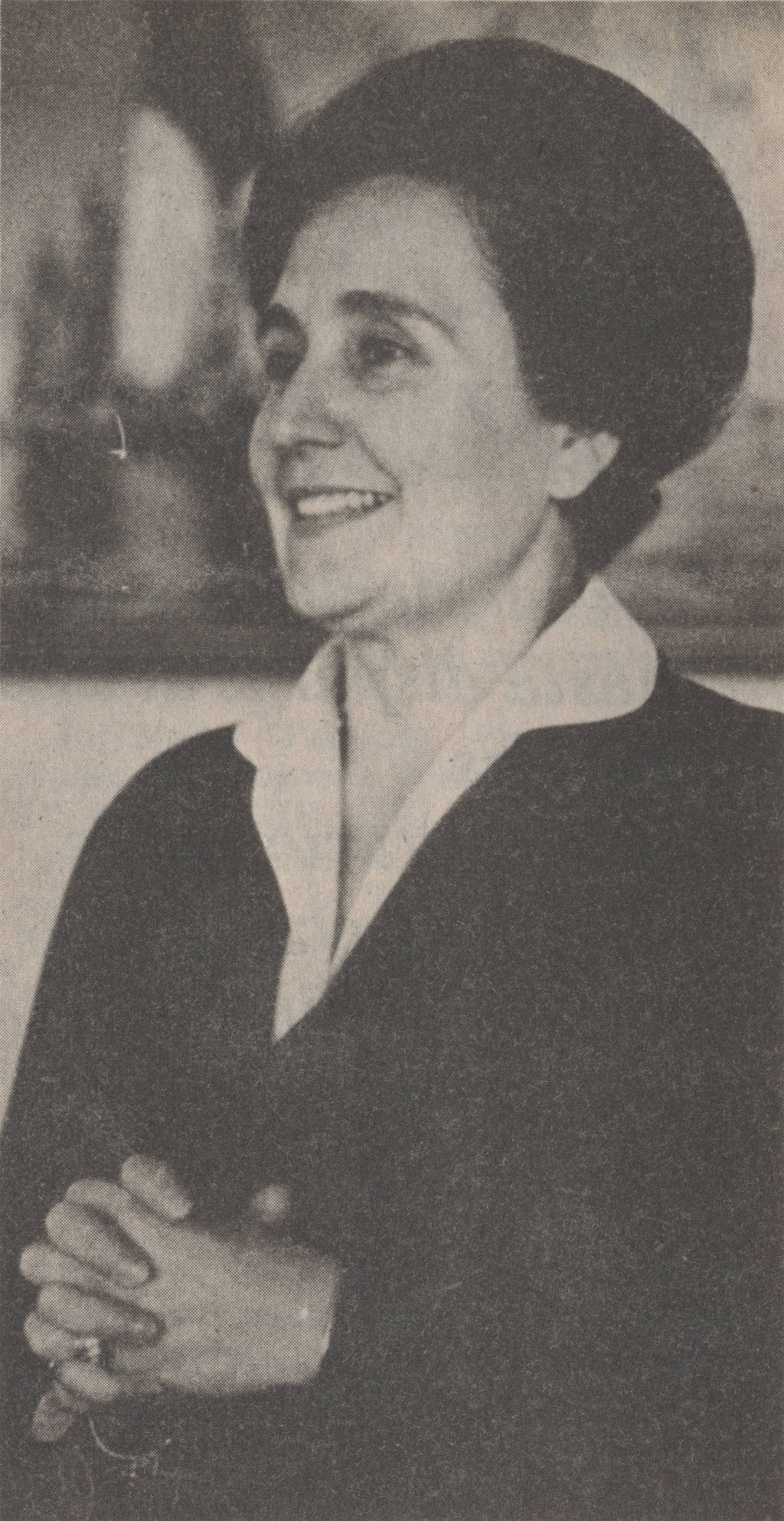
Sofía Cuthbert, esposa de Prats.

Prats —que había llegado al país vecino como huésped del Ejército Argentino y del presidente Juan Domingo Perón— consiguió trabajo como gerente de Relaciones Públicas de la empresa Cincotta, ubicada en el barrio de Palermo.
Según documentos entregados por el exbrigadier Pedro Espinoza Bravo, el agente de la DINA Juan Morales Salgado vigilaba los detalles de la vida de Prats y su esposa.
Prats estaba consciente de que era vigilado por informantes desde Chile. Esto motivó que decidiera viajar con su esposa a España, donde una universidad de Madrid le había ofrecido dar clases durante un año. Como el pasaporte del general había caducado y el de su esposa había sido retenido al salir de Chile, esta solicitó en julio de 1974 los respectivos nuevos pasaportes al cónsul en Buenos Aires, comunicándole que viajarían a Brasil.
Pero no consiguieron los documentos, a pesar de que informaron a la cancillería chilena que había una amenaza de muerte contra Prats hecha telefónicamente por un chileno «con un forzado acento argentino» que había mencionado el viaje a Brasil. De esta idea los Prats habían informado solo a los funcionarios de la embajada.
Pedro Espinoza encargó la misión de organizar el asesinato al jefe del departamento exterior de la DINA, el entonces comandante de Ejército Raúl Iturriaga Neumann, que utilizaba el nombre falso de Diego Castro Castañeda, y al oficial Armando Fernández Larios, recordando que días antes del atentado se encontró en Buenos Aires con Iturriaga.
El asesinato de Prats se realizó con la cooperación de ciudadanos argentinos, y los que estaban a cargo de la DINA Exterior eran el citado Iturriaga y, como segundo jefe, el capitán José Zara Holger.
Los miembros de la Brigada Mulchén de la DINA que participaron en el atentado son los siguientes:
- Raúl Eduardo Iturriaga Neumann (a) Diego Castro Castañeda.[11]
- Guillermo Humberto Salinas Torres (a) Freddy Yáñez.[11]
- Pablo Belmar Labbé (a) Sergio Molina Correa.[11]
- Armando Fernández Larios (a) Armando Faundez Lyon.[11]
- Juan Alberto Delmás Ramírez (asesinado).[11]

El viernes 28 de septiembre de 1974, el estadounidense Michael Townley, agente de la DINA, se introdujo en el garaje de Prats y colocó un aparato explosivo bajo la caja de velocidades del automóvil del general, un Fiat 125. El 30, a las 00.50 horas, al regresar Carlos Prats y su esposa Sofía Cuthbert a su casa en la calle Malabia 3305, Townley hizo detonar el explosivo por medio de control remoto, provocándoles la muerte instantánea. Según el informe policial con carácter «estrictamente confidencial y secreto», «los restos del automóvil se hallaban esparcidos en un radio de 50 metros» y se observaban «restos calcinados de carne humana».
En el transcurso del proceso llevado por el ministro Alejandro Solís, se pudo establecer que en los meses previos al doble asesinato operó en Buenos Aires «una célula de la DINA integrada por más de seis individuos (...) que disponía de explosivos de gran potencia y que estaba compuesta por varios oficiales del ejército de Chile», según se puede verificar en el fallo de primera instancia. Los integrantes recibían apoyo de empresas chilenas ubicadas en Buenos Aires, como el Banco del Estado de Chile y Lan Chile.
Townley, que a veces viajaba bajo el nombre de Kenneth Enyart, confesó ante la Justicia de Estados Unidos, en 1978, haber colocado la bomba que causó la muerte de Orlando Letelier y Ronni Moffitt, en septiembre de 1976. En dicha confesión afirma haber entrado en Buenos Aires con el nombre de Kenneth Enyart semanas antes del atentado a Prats, y que salió de Argentina horas después de que hiciera explotar la bomba, esto es, el 30 de septiembre de 1974, rumbo a Uruguay, desde donde regresó a Chile el día 1 de octubre de ese mismo año. Consta también que el agente de la DINA que vivía en Buenos Aires, ya mencionado, también abandonó Argentina ese mismo día.

### Velatorio
Prats fue velado en la casa mortuoria de la calle Cangallo 3200 de Buenos Aires, en presencia de muchas personas, incluyendo a sus tres hijas y al cónsul chileno Álvaro Droguett del Fierro, quien por indicaciones desde Chile le había negado los pasaportes a él y su esposa para poder dejar Argentina. Las hijas de Prats constataron que de las múltiples coronas de flores, no había ninguna a nombre de la Embajada o el Ejército.

## Hechos posteriores

### Michael Townley expulsado de Chile
Townley fue expulsado de Chile el 8 de abril de 1978, a requerimiento del Gobierno estadounidense, por estar involucrado en el asesinato de Orlando Letelier y Ronnie Moffitt, perpetrado en ese país.
Poco antes de la expulsión de este agente de la DINA, representantes del Gobierno de Chile solicitaron al Gobierno de Estados Unidos qué les hiciera llegar una carta formalizando su solicitud de que se lo expulsara. Tal carta —pedía Chile—, debía señalar, entre otros cargos, que el referido agente había usado un pasaporte estadounidense falso, bajo el nombre de Kenneth Enyart, para entrar a Chile, pero al mismo tiempo se señalaba que no debía mencionarse en esa carta que había usado Townley estaba tan preocupado por posibles preguntas sobre el caso Prats durante las investigaciones o acciones judiciales en Estados Unidos, que en tal evento invocaría la Quinta Enmienda Constitucional de ese país, que permite rehusar contestar una pregunta sobre la base de que la respuesta podría ser autoincriminatoria.

### Informe Rettig
El Informe Rettig sobre las violaciones a los derechos humanos acaecidas en Chile durante la dictadura militar de Pinochet, entregado el 9 de febrero de 1991 por la Comisión Nacional de Verdad y Reconciliación, incluía un tomo dedicado exclusivamente al asesinato de Prats. La Comisión Rettig ―como se la conocía popularmente debido a que la presidía el jurista Raúl Rettig― sesionó durante nueve meses y su informe cubrió el periodo que va desde el 11 de septiembre de 1973 hasta el 11 de marzo de 1990.

Por último, la Comisión no ha podido formular una hipótesis plausible sobre el motivo que otros hechos, aparte de agentes del Estado chileno, podrían haber tenido en el asesinato de Carlos Prats y Sofía Cuthbert, ni ha encontrado evidencia alguna en ese sentido. En cambio, las acciones de tales agentes del Estado de Chile, en Chile y en el extranjero, particularmente en la Argentina y en los Estados Unidos, así como la posibilidad de que hayan juzgado que el general Prats pudiera llegar un factor de impredecibles consecuencias políticas para la situación política chilena, permiten formular una hipótesis plausible de motivos. La Comisión enfatiza que esta última consideración tiene valor solo a mayor abundamiento y que su convicción descansa en el conjunto de las anteriores ya expresada.
Informe Rettig

## Proceso judicial
El doble crimen fue investigado por el Juzgado Nacional en lo Criminal y Correccional Federal Número 1 de Buenos Aires desde el mismo día en que se cometió. La causa se mantuvo casi sin avances hasta que en 1991 se conoció el Informe Rettig, en el que se atribuyó a la DINA la autoría de las muertes de Prats y su esposa.
El proceso judicial fue larguísimo y se mantuvo en Argentina ya que hasta 2002 la justicia chilena, por las condiciones políticas del país, no se hizo parte de ella.
En 2005, Diamela Eltit escribió Puño y letra, libro basado en el juicio.

### En Argentina
En Argentina, las primeras investigaciones del juez en lo Penal Alfredo Nocetti Fasolino dictaron el «sobreseimiento provisional» en la causa al no poder identificar a los culpables.
Pero en el juicio en Estados Unidos por el asesinato de Orlando Letelier, Townley confesó su participación en el atentado que costó la vida a los Prats. Según Townley, fue el mayor Pedro Espinoza, segundo en la DINA, y el coronel Raúl Iturriaga Neumann, jefe del aparato exterior, quienes en una conversación amistosa le solicitaron acabar con Prats argumentando que este podía apoyar un levantamiento contra la Dictadura Militar en el sur de Chile.
El caso Prats fue investigado por la juez argentina María Servini de Cubría. Los neofascistas italianos Stefano Delle Chiaie y Vincenzo Vinciguerra, en declaraciones tomadas por ella en Roma en diciembre de 1995, afirmaron que los agentes de la DINA Enrique Arancibia Clavel y Michael Townley estuvieron involucrados directamente en el asesinato de Prats.
Arancibia fue detenido el 18 de enero de 1996, luego de vivir 15 años sin problemas legales en Argentina. Su proceso terminó en el 2000, cuando fue condenado a cadena perpetua por doble asesinato, pero en agosto de 2007 recibió el beneficio de la libertad condicional.
Murió asesinado por un prostituto el 28 de abril de 2011.
Townley fue interrogado por Servini 1999 sobre cómo cometió el doble asesinato en septiembre de 1974. En la declaración del exagente, que solo fue revelada el 13 de abril de 2005 por el diario Siete, él confirmó que la orden de matar a Prats vino del brigadier Pedro Espinoza, del mayor Raúl Iturriaga Neumann «y, en cierto momento, del general Contreras». Sin embargo, dijo creer que las órdenes procedían de una «autoridad superior»:

Cuando se planificaba la operación, yo traté exclusivamente con el coronel Espinoza y el mayor Raúl Eduardo Iturriaga.
La planificación y realización fueron exclusivamente mi obra. El coronel Espinoza me proporcionó el dinero para los materiales necesarios para construir la bomba y para los gastos de viaje. (...).
El artefacto que sería utilizado era un transmisor de radio electrónico. El mayor Iturriaga proporcionó los explosivos. (...).
No pude encontrar al general Prats, creo que la única dirección que nos dieron no era la correcta, y no pude encontrarla. Así que regresé y dije «necesito mejor información, si no la hay no podré hacerlo». Durante días vigilé el departamento donde vivía el general... incluso me encontré con él cara a cara, mientras llevaba una pistola en el bolsillo, pero de ninguna manera iba a intentarlo en ese momento. (...).
Entré en el estacionamiento de la casa de Prats sin que me vieran, aprovechando la ausencia del portero; oculté el explosivo en una caja y lo até debajo de la parte central del medio del automóvil. Elegí detonar la bomba cuando Prats estaba junto a su esposa Sofía Cuthbert porque fue la primera oportunidad que tuve... me preocupaba la estabilidad del artefacto, si era capaz de detonarse sin mi intervención. No fue una decisión consciente de hacerlo porque ella estaba en el vehículo. Fue la primera oportunidad que tuve.
Michael Townley en su declaración frente a la Jueza Servini de Cubría

Federico Willoughby-MacDonald, exencargado de comunicaciones de la Junta Militar, afirmó en Buenos Aires en noviembre del 2000 que el coronel Pedro Ewing Hodar le advirtió que Prats sería asesinado en esa ciudad.
El abogado querellante Luis Moreno Ocampo, afirmó que "lo más importante que tiene para decir es un diálogo que él mantuvo con un coronel, que era secretario de la Junta, que a la salida de una reunión (..) este coronel le manifestó su preocupación porque iban a matar a Prats"; aunque Willoughby-MacDonald, "muy cauteloso en las palabras que usó", dijo que entonces, "en un lenguaje más militar, hablaban de neutralizarlo".
El diplomático Ramón Huidobro, exembajador de Chile en Argentina, sorprendió al presentar tres documentos —incluidos entre las pruebas— que acreditarían que el Gobierno del general Pinochet sabía que Prats necesitaba un pasaporte para salir del país y se negó a dárselo.
1. Una carta del 12 de agosto de 1974, mediante la cual el cónsul Álvaro Droguett le cuenta al subsecretario de RR.EE., capitán de Navío Claudio Collaos, una conversación con Huidobro donde este último le comentó de las amenazas de muertes recibidas por el excomandante en jefe.[23]
2. Un texto en el que —de puño y letra de Droguett— se lee, como resumen, "inconveniente entregar pasaporte a personas indicadas", respuesta del Ministerio de Relaciones Exteriores a sus consultas sobre la demora.[23]
3. Un télex del embajador René Rojas a la Cancillería, donde nuevamente se informa de la situación de los Prats.[23]

### En Chile

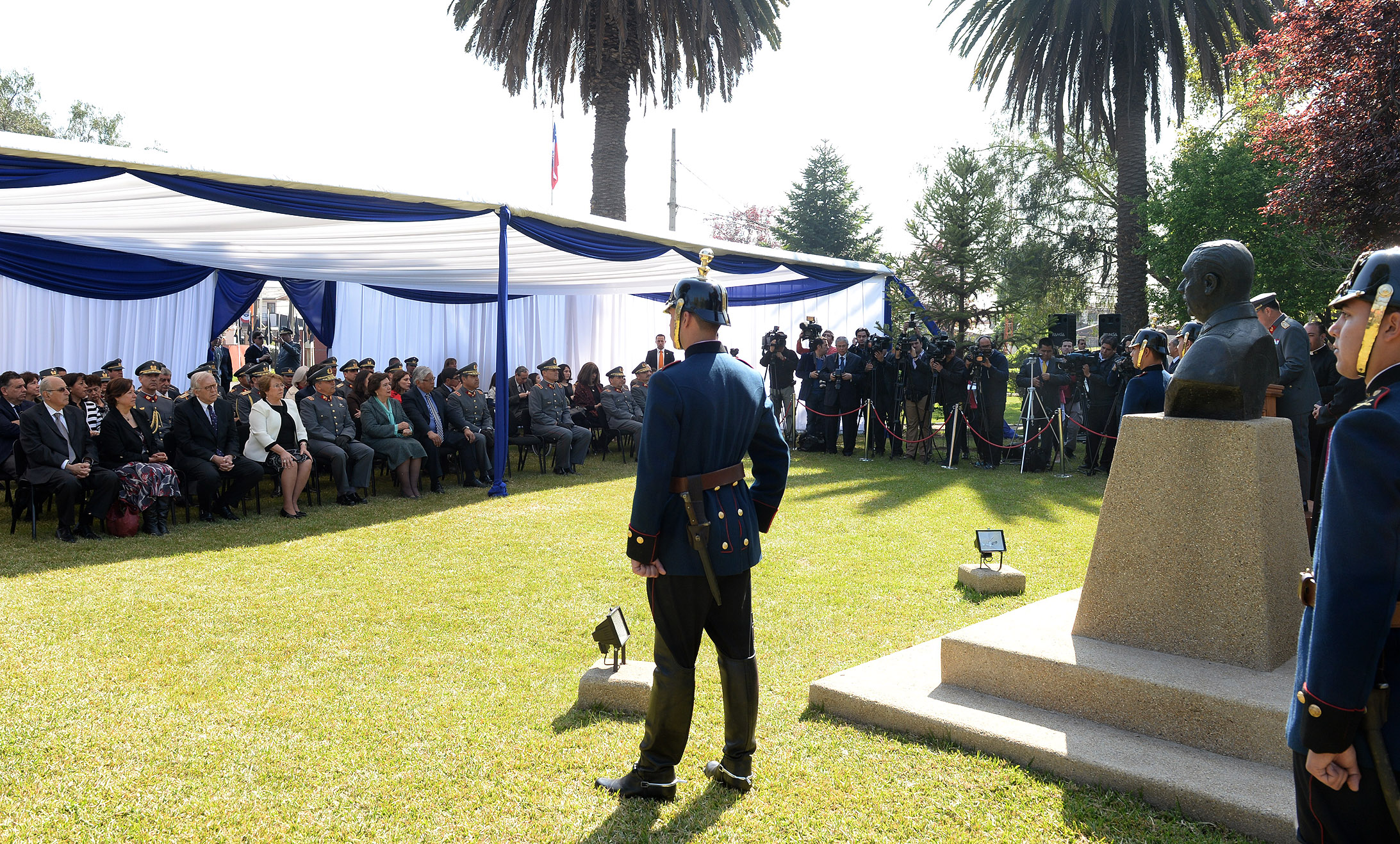
La presidenta Michelle Bachelet asistió en septiembre de 2014 a un responso en memoria del excomandante en jefe del Ejército, general Carlos Prats y su esposa, Sofía Cuthbert.

El juez Alejandro Solís se hizo cargo de la investigación del caso en Chile, después que Sala Penal de la Corte Suprema iniciara el proceso de extradición, a petición de la justicia argentina, pero sin entregarlos a condición de que se iniciara un proceso en un tribunal nacional.
Una vez interrogados los inculpados por la jueza Servini, la magistrada dictó sentencia el 25 de febrero de 2003, procesando a la cúpula de DINA: Manuel Contreras y Pedro Espinoza Bravo como jefes de asociación ilícita, y los hermanos Iturriaga Neumann y el brigadier José Zara Holger, como miembros de la asociación.
El 22 de julio de 2003, el ministro Nibaldo Segura ordenó la detención preventiva del brigadier (R) del Ejército y exagente de la DINA Christoph Willike, en el marco de la solicitud de extradición solicitada por la Justicia argentina en el caso Prats.
Luego del rechazo de la Corte Suprema a desaforar a Pinochet por meros formulismos legales, el ministro Solís optó por dictar el sobreseimiento definitivo del exdictador en el caso por el doble homicidio de Prats y su esposa, con lo que cumplió con lo dispuesto por el máximo tribunal que, en la práctica, al negar el desafuero, le impidió seguir investigando la responsabilidad de Pinochet.
El 24 de marzo, el pleno de la Corte Suprema rechazó desaforar a Pinochet, argumentando razones formales, fundamentalmente la existencia de un pronunciamiento anterior. Solís mantiene procesada a toda la plana mayor de la DINA.
El 30 de junio de 2008, Solís dictó sentencia, condenando al jefe de la DINA, Manuel Contreras, a la pena de dos condenas a presidio perpetuo por los homicidios calificados de Carlos Prats y su esposa, además de 20 años de presidio por ser jefe en el delito de asociación ilícita. Además el exbrigadier Pedro Espinoza recibió 2 condenas a 20 años por el homicidio del matrimonio Prats.
En esta causa, a diferencia de otras, el ministro Solís dispuso de una prueba irrebatible de la participación de Contreras y de la DINA en este crimen.
Se trata de un oficio confeccionado por el agente Juan Morales Salgado el 24 de junio de 1974, que da cuenta de los resultados del seguimiento realizado a Prats en Argentina.
Contenía el timbre y logo de la DINA y de la Brigada de Operaciones Especiales "Lautaro". Su destinatario era el jefe de la DINA. y detallaba las actividades de Prats, sus teléfonos, sus hábitos, sus ingresos económicos y aspectos relativos a la seguridad de su hogar, en el barrio Palermo de la capital argentina. El documento fue entregado a Solís por el subjefe de la DINA, Pedro Espinoza, el 19 de junio de 2007.
El 6 de julio de 2010, la defensa de la familia Prats se reunió con el presidente de la Corte Suprema, Milton Juica, para exteriorizar su molestia con la tardanza en la redacción del fallo condenatorio contra la cúpula de la DINA por las muertes de Carlos Prats y Sofía Cuthbert, que duraba ya siete meses. En la cita estuvieron presentes los abogados Hernán Quezada y Pamela Pereira.

Vamos a expresar preocupación, que un fallo no es bueno que se prolongue en su redacción tanto tiempo. [...] Es necesario, le hace bien al país, a la familia y al Ejercito que este fallo salga y se conozca.
Pamela Pereira antes de la reunión con el presidente de la Corte Suprema

Dos días más tarde tras 36 años de ocurridos los crímenes, la Corte Suprema de Justicia de Chile dictó altas penas en la sentencia definitiva por el doble homicidio de Prats y su esposa contra los nueve imputados, siete de ellos oficiales o suboficiales de las Fuerzas Armadas, involucrados directamente en la voladura en Argentina del vehículo de general:
- Manuel Contreras: 17 años por dos homicidios, tres por asociación ilícita.
- Pedro Espinoza: 17 por dos crímenes; tres por asociación ilícita.
- Raúl Iturriaga Neumann: 15 años por dos homicidios, 100 días por asociación ilícita
- José Zara Holger: 15 años por dos homicidios, 100 días por asociación ilícita
- Christoph Willeke Flöel:[32] 15 años por dos homicidios, 100 días por asociación ilícita.
- Juan Morales Salgado: 15 años por dos homicidios, 100 días por asociación ilícita.
- Mariana Callejas (civil): cinco años por dos homicidios (en libertad vigilada).
- Jorge Iturriaga Neumann (civil): cinco años por dos homicidios (en libertad vigilada).
- Reginaldo Valdés: dos condenas de 541 días por dos homicidios (en libertad vigilada).

El Ejército de Chile repudia el acto cobarde que consumaron militares en este acto criminal [el asesinato del general Prats y de su esposa] [...] con su extrema crueldad, violaron trágicamente, además, los principios que constituyen el acervo moral de la institución.
Declaración pública del Ejército de Chile tras conocerse las condenas

Como pudo establecerse en las investigaciones realizadas primero por la jueza argentina Servini y luego en Chile por el magistrado Solís, el asesinato del general Prats fue ordenada por Pinochet, quien, sin embargo, se libró de ser uno de los condenados porque antes de morir el 10 de diciembre de 2006, en una serie de fallos contradictorios de las cortes fue sobreseído del proceso cuando en la última vista de su desafuero, este fue rechazado por el pleno de la Corte Suprema por cuestiones de procedimiento procesal.
En el fallo de la Corte Suprema se unifican las penas, que si en la primera y segunda sentencia eran de dos cadenas perpetuas por los dos homicidios, ahora son de una única condena de 17 años de prisión, sin beneficios, por ambos asesinatos.
Se impone además quince años y un día de prisión en calidad de autores del homicidio al general retirado Raúl Eduardo Iturriaga Neumann, el exbrigadier José Zara y los excoroneles Cristoph Willeke Floel y Juan Morales Salgado.
Anteriormente, Iturriaga Neumann había recibido dos condenas de quince años de presidio, mientras que a los otros tres implicados se les habían impuesto dos condenas de diez años de prisión para cada uno de ellos.
Las condenas impuestas de 541 días por el delito de asociación ilícita, fueron reducidas a cien días para cada uno de ellos.
Tanto Contreras y Espinoza, como los otro cuatro condenados a los que el fallo otorga prisión efectiva, se encontraban ya en la cárcel cumpliendo otras condenas por violaciones a los derechos humanos durante la dictadura de Pinochet.
Se rebajó también la pena a la escritora Mariana Callejas, exesposa de Townley, que deberá cumplir cinco años de prisión con beneficios, es decir, en libertad vigilada.
De esta manera, Callejas, Jorge Iturriaga y Reginaldo Valdés, que se encuentran en libertad, no tendrán que ingresar en prisión. Reginaldo Valdés fue el único de los inculpados que colaboró con la investigaciòn.

No aceptan la impunidad pero rebajan las penas, y eso se está dando no solo en el caso Prats sino en muchos otros. [...] Pero evidentemente ha habido una mejoría en la calificación del delito y en la aplicación de las penas.
Abogada Fabiola Letelier consultada sobre 
la rebaja de condenas que la Corte Suprema aplicó a los dictámenes de primera instancia

Sofía Prats se mostró «sorprendida» por las penas dictaminadas por la Corte Suprema, que rebajaba las condenas del exdirector de la DINA y del brigadier (r) Pedro Espinoza:

La rebaja de pena nos sorprendió, porque una de las razones que se menciona ahí es que el juicio estuvo detenido por muchos años y eso no es así, pero finalmente estamos conformes con haber cumplido con lo que prometimos a nuestros padres.
Sofía Prats

Los medios dieron amplia cobertura del hecho y el Gobierno, por boca del ministro de Justicia, Felipe Bulnes, expresó su profundo rechazo al crimen, así como su solidaridad con las hijas del matrimonio Prats-Cuthbert. «También estamos conscientes que han perseguido justicia por más de 30 años y finalmente hoy día la obtienen», manifestó.
La familia Prats Cuthbert, por medio de sus tres hijas, manifestó su contento con el fallo judicial a pesar de que fuera reducido drásticamente.
Las tres hermanas se mostraron muy agradecidas con la jueza Servini, que desempeñó un papel clave tanto para que las investigaciones judiciales se mantuvieran abiertas en Argentina como para que se instruyera un proceso en Chile. y anunciaron que viajarán a Buenos Aires para entregarle personalmente el texto del fallo de la Corte Suprema.

Es una situación que para el país tiene mucha trascendencia, porque a través de la declaración del Ejército se ha establecido una posición muy clara, muy nítida, muy definida y muy firme de los valores morales que imperan hoy en el Ejército, y eso ha sido un proceso que se ha iniciado en algunos años, pero que con motivo de este juicio se hace realidad.
Sofía Prats a la radio Cooperativa

El actual comandante en jefe del Ejército, general Juan Miguel Fuente-Alba, señaló que ese crimen «enluta al Ejército y a todos sus integrantes» y repudió «a todos los partícipes en este cobarde asesinato, especialmente a los militares que lo consumaron. Con su extrema crueldad violaron trágicamente, además, los principios que constituyen el acervo moral de la institución».
El diputado comunista y aborgado de derechos humanos Hugo Gutiérrez indicó que «el reconocimiento que hace el Ejército me parece el camino correcto».

Hoy día, cuando el Ejército se pronuncia; hoy día, cuando los tribunales se pronuncian y vienen a ratificar y confirmar lo que fue la condena universal al terrorismo de Estado en manos de la dictadura militar y de la derecha, me parece de suma importancia [que se pronuncien].
Diputado Lautaro Carmona

En otros sectores, el diputado Tucapel Jiménez, del Partido Por la Democracia (hijo del dirigente sindical Tucapel Jiménez asesinado por la dictadura), subrayó que el fallo constituye un reconocimiento a la lucha durante todos estos años de la familia y sus abogados para que se conociera «parte de la verdad de este crimen y finalmente se esté haciendo justicia».
Además planteó que estos juicios demoran tanto por la «poca colaboración de los victimarios y de todos los que podrían haber aportado antecedentes importantes».
La condena a varios generales provocó un amplio impacto internacional.
Medios como TeleSur,
ANSA,
Prensa Latina y otros publicaron editoriales al respecto. Angélica Prats afirmó el 8 de julio de 2010 a ANSA que en el proceso judicial argentino por el asesinato de su padre «quedó probada la autoría intelectual de Augusto Pinochet».

Ese juicio estuvo en Argentina prácticamente dormido hasta que la jueza Servini hizo la primera investigación que terminó con la petición de extradición a Chile de los militares agentes de la DINA involucrados en el atentado (...) La justicia chilena negó la extradición, pero se comprometió a enjuiciar a los involucrados, proceso que concluyó ayer. El procedimiento que Servini usó de tomar a la policía, ponerse a investigar, hacer la solicitud de confesión que pidió a Townley, ir donde Townley (en Estados Unidos), ir a Italia, venir al penal Punta Peuco en Santiago, toda esa etapa fue fundamental (...) Por eso nosotros hicimos ayer el gesto de ir a la embajada argentina a agradecer, porque no queremos perder de vista que este juicio fue argentino. La cola chilena fue lo final.
María Angélica Prats

La oposición al Gobierno de Sebastián Piñera rindió un homenaje al general Prats en la Fundación Frei el 10 de julio de 2010 con motivo de las condenas a los generales involucrados en su asesinato.
El orador principal fue el expresidente Eduardo Frei Ruiz Tagle, quien aprovechó el acto para replantear la necesidad de esclarecer los sucesos en torno a la muerte de su propio padre, el también exmandatario Eduardo Frei Montalva (1964-1970). Sobre esto último, la sala penal de la Corte Suprema ha considerado que Frei Montalva, murió a causa de complicaciones médicas a los 71 años en la Clínica Santa María el 22 de enero de 1982, donde llevaba internado 44 días con un cuadro infeccioso tras ser operado de una hernia hiatal, descartando definitivamente la tesis del asesinato político del entonces principal líder opositor a la dictadura militar.</ref> 
A más de 48 horas de la publicación de las condenas y siendo uno de los últimos de la jerarquía del país en pronunciarse acerca del grave hecho, el presidente Sebastián Piñera condenó la participación de militares en el atentado terrorista que le costó la vida a Prats y su señora.
Lo hizo en Antofagasta, durante la ceremonia de juramento a la bandera, enfatizando que fue un «cobarde asesinato».
El 13 de julio de 2010 el brigadier José Zara Holger y el coronel Juan Morales Salgado ingresaron al Penal de Punta Peuco para cumplir sus condenas.
Además, comenzó la ronda de notificaciones del cúmplase de sentencia a los condenados por este caso.
Así, el juez Alejandro Solís, por medio de sus actuarios, informó a Manuel Contreras y a Pedro Espinoza de la resolución emitida por la Sala Penal de la Corte Suprema.

Con el ingreso de estas personas a la cárcel queda el testimonio de que fueron ellos los que participaron...

Es justo que paguen condena porque fueron terroristas internacionales.

La justicia graficó una verdad que no estaba probada judicialmente.

Referirnos a la opinión de quienes están en la cárcel no tiene sentido.

La protección de la dictadura de Pinochet a Townley fue mayor que a sus oficiales militares. Townley está libre por un convenio firmado entre Pinochet y la justicia estadounidense, que condicionó la entrega.

La carencia física de mi abuela fue sublimada por el cariño de la gente.
Entrevista a Carlos Cuadrado Prats. nieto del general Carlos Prats en CNN.

El exjefe de la policía secreta de Pinochet, Manuel Contreras negó haber ordenado el asesinato del excomandante en jefe Carlos Prats, y culpó de ese crimen a la Agencia Central de Inteligencia de Estados Unidos.

Al general Prats lo mandó matar la CIA.
Manuel Contreras, en una entrevista difundida la noche del jueves al canal Chilevisión.

## Prats como escritor
Durante toda su vida escribió ensayos y cuentos. En 1957, recibió una mención de honor en el concurso del Memorial del Ejército de Chile por Benjamín Vicuña Mackenna y las Glorias de Chile (Versión PDF Archivado el 13 de marzo de 2016 en Wayback Machine.), texto que fue reeditado en 1973. En 1969 logró el segundo lugar en un concurso del diario El Sur de Concepción, con el cuento Tribunal de honor.
En Buenos Aires, dedicaba su tiempo libre a sus memorias, cuyas páginas finales fueron escritas antes de su asesinato. Memorias. Testimonio de un soldado fue publicado en marzo de 1985.
Diez años antes, en 1975, aparecieron en la editorial Fondo de Cultura Económica las memorias apócrifas de Carlos Prats con el nombre de Una vida por la legalidad. En 2005, el escritor Eduardo Labarca reconoció ser el autor de ese texto, escrito en Moscú por encargo del Partido Comunista de Chile (PC) y se disculpó ante las hijas del general.